# 卵形鲳鲹
卵形鲳鲹（学名：Trachinotus ovatus）为輻鰭魚綱鱸形目鲹科鲳鲹属的鱼类。分布東大西洋區，包括斯堪地那維亞半島、不列顛群島、比斯開灣至安哥拉海域，深度50-200公尺。其种加词“ovatus”意为“卵形的”。

## 形态特征
本魚體呈紡錘形且側扁，上頜骨在後端很窄，僅延伸到眼前三分之一以下，背面綠灰色，側面銀白色，在側線的前半部有3-5個垂直拉長的黑點。背鰭、臀鰭和尾鰭黑色，背鰭硬棘7枚、背鰭軟條23-27枚、臀鰭硬棘3枚、臀鰭軟條22-25枚，體長可達71公分，體重可達2.8公斤，成魚棲息在砂泥底質、水質清澈的淺水域，偶爾會出現在河口或潟湖，屬肉食性，以甲殼類、軟體動物及小魚為食，可做為食用魚及遊釣魚。